# S/S Mars av Stockholm
Mars av Stockholm var ett ångfartyg som minsprängdes den 20 december 1939 där sju man omkom.

## Historik
Mars av Stockholm byggdes i Bergen 1924 och tillhörde då A/S Janne Skinner i Haugesund under namnet Ida D/S. Under en del år fördes befälet av kapten Per Valvatne. 1933 strandade Ida vid Falsterbo, då man förväxlat Falsterbo fyr med Falsterborevs fyrskepp. 1935 köptes Ida av Rederi AB Iris i Stockholm och fick under svensk flagg namnet Mars. Befälhavare var först kapten N.J.A. Nilsson och sedan Å. Wirén.

## Minsprängningen
På resa från Helsingborg till River Thames minsprängdes Mars den 20 december 1939, då ångaren befann sig utanför den engelska ostkusten, 1,5 distansminuter från St Marys fyr. Minan sprängde fartyget i två delar. Flera av besättningsmännen kastades i sjön och måste simmande försöka ta sig i land eller till livbåtar och flottar. Från land, där olyckan observerats, sände man ut båtar och femton man ur besättningen kunde räddas. Tio av dem var skadade och fördes till sjukhus. Efter olyckan saknades sju man.
Kapten Wirén och radiotelegrafisten Karl Sjöberg erhöll senare medalj för visat mod och självuppoffring vid Mars minsprängning. Befälhavaren hade efter explosionen sprungit ned på midskeppsdäcket för att undersöka om någon överlevande fanns i hytterna. Han försökte ta sig in i andre maskinistens sönderslagna hytt, där het ånga från de sprängda pannorna och skottens deformering omöjliggjorde öppnandet av dörren till däck. Från förste styrmannens hytt hördes nödrop och tillsammans med telegrafisten skyndade kaptenen dit. Med förenade ansträngningar bar de styrmannen, som genom sina skador inte kunde gå, till flotten på akterdäck. Noterbart är att telegrafisten själv var illa skadad. Både befälhavaren och telegrafisten kunde omedelbart ha gått i sin livbåt vid övergivandet av det hastigrt sjunkande fartyget, med föredrog att stanna kvar för att hjälpa eventuella överlevande, vilket vittnar om deras behjärtansvärda handling under uppenbar fara för eget liv.
Förste styrman T. Ström, som var svårt skadad, kvarlåg på sjukhus i England i tre månader, varefter han hemtransporterades med flyg. Dagen efter minsprängningen av Mars krigsförliste ännu en ångare med namnet Mars, hemmahörande i Helsingborg, varvid endast en man räddades.